# Natura morta con mele
Natura morta con mele è un dipinto a olio su tela realizzato nel 1890 dal pittore Paul Cézanne. È conservato nel Ermitage (San Pietroburgo).